# Jésus Rocha
Dom Jésus Rocha (Diamantina, 15 de outubro de 1939 — Oliveira, 13 de julho de 2006) foi um bispo católico brasileiro, sendo Bispo Auxiliar de Brasília e posteriormente bispo da Diocese de Oliveira.

## Biografia
Dom Jésus Rocha nasceu em 1939, no município mineiro de Diamantina, a 725 quilômetros da região onde atualmente fica a capital federal Brasília. Iniciou sua trajetória no sacerdócio aos 27 anos de idade, em 1966, quando foi ordenado presbítero.
Em dezembro de 1994, aos 54 anos de idade, foi consagrado bispo titular de Mutia e auxiliar de Brasília.
No dia 20 de outubro de 2004, foi nomeado pelo Papa João Paulo II como bispo da Diocese de Oliveira, no estado de Minas Gerais, sucedendo Dom Francisco Barroso Filho, que renunciou ao governo pastoral por ter atingido o limite de idade. A Diocese de Oliveira tem uma enorme estrutura, de quase oito mil quilômetros quadrados, e, na época da nomeação de Dom Jésus Rocha, contava com a participação de 226 mil católicos nas celebrações religiosas. Com tamanha responsabilidade, o bispo precisou contar com a ajuda de quarenta sacerdotes e 67 fiéis.
O outro único bispo brasileiro nomeado na mesma ocasião foi Dom Moacir Silva, que ficou responsável pela Diocese de São José dos Campos, em São Paulo.